# 高梨めぐみ
高梨 めぐみ（たかなし めぐみ、1957年6月28日 本名 石井恵）は、日本の歌手・作詞家・作曲家である。茨城県笠間市出身。3姉妹の長女。実家は材木商。

## 来歴・人物
1978年に開催された、第1回東芝EMIエキスプレス・シンガーソングライターオーディションに入賞。さらに、1976年と1978年にポプコン（ヤマハポピュラーソングコンテスト）千葉・茨城大会でグランプリを受賞。その後、12回と15回の嬬恋本選会出場をきっかけに、1979年、東京女子大学英米文学科在学中にビクターよりデビュー。
1984年以降は、いしいめぐみの筆名で活動。2001年には、forty winksのアーティスト名で自身の活動を再開。インディーズレーベルよりリリースされたシリーズアルバム「ANSWERS」の3部作は、自身初のセルフプロデュース作品で、作詞・作曲・編曲・プログラミング・ヴォーカルまでのすべてを手がけた。

## ディスコグラフィー

### シングル
- 雨降りマイハート（1979年）
- Bye-bye Mr.エンジェル（1980年）

### アルバム
- Miss Tearful（1980年）
  1. 'CAUSE I MISS YOU(Prelude)
  2. 哀愁BOY
  3. Love Me
  4. 四人目の恋人へ
  5. 雨降りマイハート
  6. 涙のモチーフ
  7. Bye-bye Mr.エンジェル
  8. SLOW MOTION
  9. HOLIDAY
  10. インスピレーション
  11. 'CAUSE I MISS YOU

### 再リリース[1]
- 雨降りマイハート（2021年7月14日）配信限定シングル [2]

- Bye-bye Mr.エンジェル（2021年7月14日) 配信限定シングル [3]

- Miss Tearful（2021年7月14日)配信限定アルバム [4]

### forty winks名義
- ANSWERS （2001年）tokiola records
- ANSWERSⅡ （2002年）tokiola records
- ANSWERSⅢ （2003年）tokiola records

## 楽曲提供

### 作詞
- 伊東恵里「ほほえみの魔法」「両手を広げて」※世界名作劇場アニメ「トラップ一家物語」主題歌
- 水谷麻里「ミラーボールのためいき」「あやしい…」
- Folder featuring Daichi「Everlasting Love - English Version-」英詞[要出典]

### 作曲
- 岩男潤子「May Storm」「翼になれ」
- 大野幹代「君は知らない」
- 越智静香「昼間と夜中の片想い」
- グロリア・イップ「ASHURA」（東宝東和配給「孔雀王アシュラ伝説」主題歌）c/w：Don't Close Your Eyes
- Qlair「真夜中のオルゴール」「見えない涙」「雨の帰り道」
- CoCo「明日の恋」「行ってしまったバス」「無言のファルセット」「何かが道をやってくる」「Miss LONELY」「雪の日は誰かのことを」「千年の媚薬」「これから…」
- 小林千絵「つよがり」
- 斉藤由貴「迷宮」「風の向こう」（アニメ世界名作劇場「レ･ミゼラブル 少女コゼット」 オープニングテーマ曲）
- 澤地美欧「輝く月のように」
- 田中陽子「夕陽のクレッシェンド」「陽炎のエチュード」
- 谷山浩子「約束」
- 西田ひかる「心だけそばにいる ～here in my heart～」「Don't worry yourself」
- ビビアン・スー「大麻煩」
- 堀川早苗「いたずら」「あの頃に…」
- 真璃子「突然の電話」（「ねるとん紅鯨団」エンディングテーマ）「優しいだけじゃものたりないわ」「こんな時はTrip」「気まぐれと云わせないから」「懐かしさだけの季節を過ぎて」
- 吉田朋代「LAST MESSAGE」
- 吉田真里子「瞳の光、唇の影」「樹を抱く」

### 作詞・作曲
- 秋ひとみ「哀愁BOY」
- 甲斐智枝美「枯葉天使」「チェミイはアイドル」
- 相馬裕子「僕のいない夜」「あの駅まで」
- コゼット（名塚佳織）「私にできること」「夢で会おうね」